# کایلی پادیلا
کایلی پادیلا (انگلیسی: Kylie Padilla؛ زادهٔ ۲۵ ژانویهٔ ۱۹۹۳) بازیگر اهل فیلیپین است. وی از سال ۲۰۰۶ میلادی تاکنون مشغول فعالیت بوده است.